# فرانك هوبكنز
فرانك هوبكنز (بالإنجليزية: Frank Hopkins)‏
هو البطل الحقيقي المزعوم لفيلم هيدالغو الذي صدر في 2004
فرانك هوبكنز (1865-1951) كان فارسا محترفا وفي نفس الوقت كان يعمل مع سيرك الاخوة رنغلنغ
كان يعرف انه من أشهر المتسابقين على المسافات الطويلة
هذه السباقات كانت تجرى كثيرا وتتم بين المدن الأمريكية في القرن التاسع
اكد انه خاض حوالي 400 سباق
كان مشهورا بين معاصريه انه دافع عن بقاء الموستانغ الحصان البري الأمريكي
روى انه امه هندية أمريكية من قبيلة اللاكوتا وة الده أمريكي أوروبي وبالتالي ترعرع في ثقافتين مختلفتين وانه تعلم ركوب الخيل والاهتمام بها في وقت مبكر

## روابط
-موقع حول شخصية فرانك هوبكنز 
-مقال حول شخصية الفيلم بين الحقيقة والخيال حقيقية من صفحة إنترنت 
- حول خدعة هوبكنز 